# Chrysler Viper GTS-R
Chronologie des modèles ([[]] - [[]])
La Chrysler Viper GTS-R (aussi appelée Dodge Viper GTS-R) est la version compétition du modèle automobile de Grand Tourisme Dodge Viper. 

## Présentation
Cette voiture fut préparée par la structure française Oreca avec le soutien officiel du groupe Chrysler. Elle a remporté plusieurs grandes épreuves d'endurance telles que les 24 Heures de Daytona, les 24 Heures de Spa, les 24 Heures du Nürburgring, remportant aussi sa catégorie aux 24 Heures du Mans. La Viper GTS-R remporta des titres de catégorie dans le championnat FIA GT et la série américaine American Le Mans Series.
Entre 1997 et 2000 cette voiture n'avait comme adversaire que la Porsche 993 GT2, mais après la victoire au Mans en 2000, le programme officiel fut arrêté, au profit du programme prototype Chrysler LMP900, toujours préparé par Oreca. La Viper GTS-R continua encore quelques années sa carrière aux mains d'équipes privées, mais l'âge et l'arrivée de nouvelles voitures (Corvette, Saleen et Ferrari), entraineront petit à petit sa disparition des principaux championnats.

## Catégorie
La Viper GTS-R a été initialement engagée dans la catégorie GT2, celle des voitures de Grand Tourisme modifiées, commune aux compétitions FIA et ACO. À la suite de la disparition de la catégorie GT1 en 1999, la catégorie GT2 sera renommée GT par la FIA et GTS par l'ACO.

## Résultats
Depuis ses débuts en 1996, la Viper GTS-R a remporté de nombreuses victoires et de nombreux titres. Voici une liste de ses principaux succès.

### Principales victoires

#### Classement général
- 24 Heures de Daytona - 2000
- 24 Heures de Spa - 2001, 2002
- 24 Heures du Nürburgring - 1999, 2001, 2002
- 24 Heures de Zolder - 2000, 2002, 2003, 2004

#### Classe
- 24 Heures du Mans 1998, 1999, 2000
- 12 Heures de Sebring - 2000
- Petit Le Mans 1999
- 1 000 kilomètres de Fuji 1999
- Mil Milhas Brasil - 2004

### Principaux titres
- FIA GT - 1997, 1998, 1999, 2001, 2002
- American Le Mans Series - 1999, 2000
- FFSA GT - 2001, 2003, 2004, 2005
- Belcar - 2002, 2003, 2004, 2005
- Italian GT - 2003, 2004